# Emblem

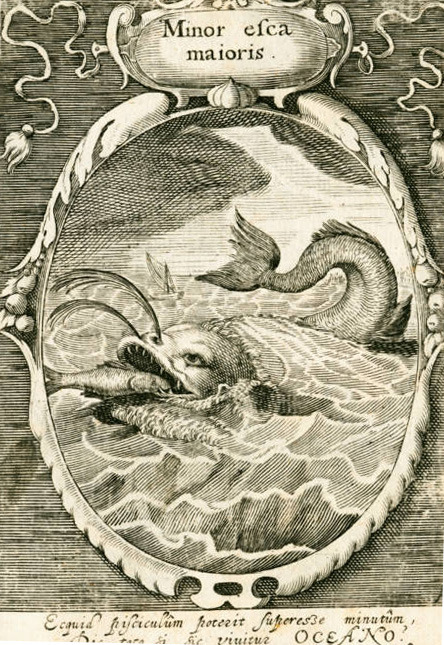
De stora äter de små, ett politiskt emblem från en emblembok från år 1617.

Emblem (av grek. emblema "inlagt arbete") är ett märke med en symbolisk funktion.